# Kim Sung-gan
Kim Sung-Gan (17 november 1912 - 29 mei 1984) was een Zuid-Koreaanse voetballer.

## Japans voetbalelftal
Kim Sung-gan maakte op 16 juni 1940 zijn debuut in het Japans voetbalelftal tijdens een 2600th National Foundation Festival tegen de Filipijnen. Kim Sung-gan debuteerde in 1940 in het Japans nationaal elftal en speelde 1 interland.

## Statistieken
| Japans voetbalelftal | Japans voetbalelftal | Japans voetbalelftal |
| Jaar                 | Wed.                 | Dlp.                 |
| -------------------- | -------------------- | -------------------- |
| 1940                 | 1                    | 0                    |
| Totaal               | 1                    | 0                    |